# Okolica sutkowa (głowa)

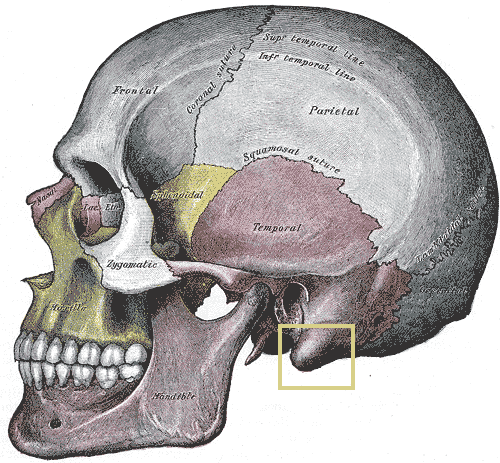
Czaszka człowieka. Zaznaczony wyrostek sutkowy, w którego otoczeniu znajduje się okolica sutkowa.

Okolica sutkowa (łac. regio mastoidea) – w anatomii człowieka, parzysta okolica głowy.
Okolica sutkowa ma kształt prostokątny. Od przodu i góry graniczy z okolicą skroniową; od przodu – z okolicą uszną; od przodu i dołu, punktowo – z okolicą przyuszniczo-żwaczową; od dołu – z okolicą mostkowo-obojczykowo-sutkową; od dołu i tyłu, punktowo – z okolicą tylną szyi; od tyłu – z okolicą potyliczną; od góry – w zależności od kształtu okolicy skroniowej – może graniczyć z okolicą ciemieniową.